# Wieliszew (gmina)
Wieliszew – gmina wiejska znajdująca się w województwie mazowieckim, w powiecie legionowskim. Położona w Kotlinie Warszawskiej, 30 km na północ od centrum Warszawy nad południowym brzegiem Jeziora Zegrzyńskiego oraz rzeki Narew. Należy do zespołu funkcjonalnego obszaru metropolitalnego Warszawy.
W latach 1975–1998 gmina położona była w województwie warszawskim.
Gminę Wieliszew utworzono 1 stycznia 1867 w Królestwie Polskim; gmina należała do powiatu warszawskiego w guberni warszawskiej. Gminę zniesionо w 1874 roku, a jej obszar włączono do gminy Nieporęt. W latach 1952–54 i 1973-93 gmina nazywała się gmina Skrzeszew z siedzibą w Olszewnicy Starej. Siedzibą gminy od 1 stycznia 1994 został Wieliszew, mimo że gmina nadal nazywała się gminą Skrzeszew. 1 stycznia 1996 gmina zmieniła nazwę na gmina Wieliszew.

## Struktura powierzchni
Według danych z 2023 gmina Wieliszew ma obszar 106,1 km², w tym:
- użytki rolne: 53%
- użytki leśne: 25%

Gmina stanowi 26% powierzchni powiatu.

## Demografia

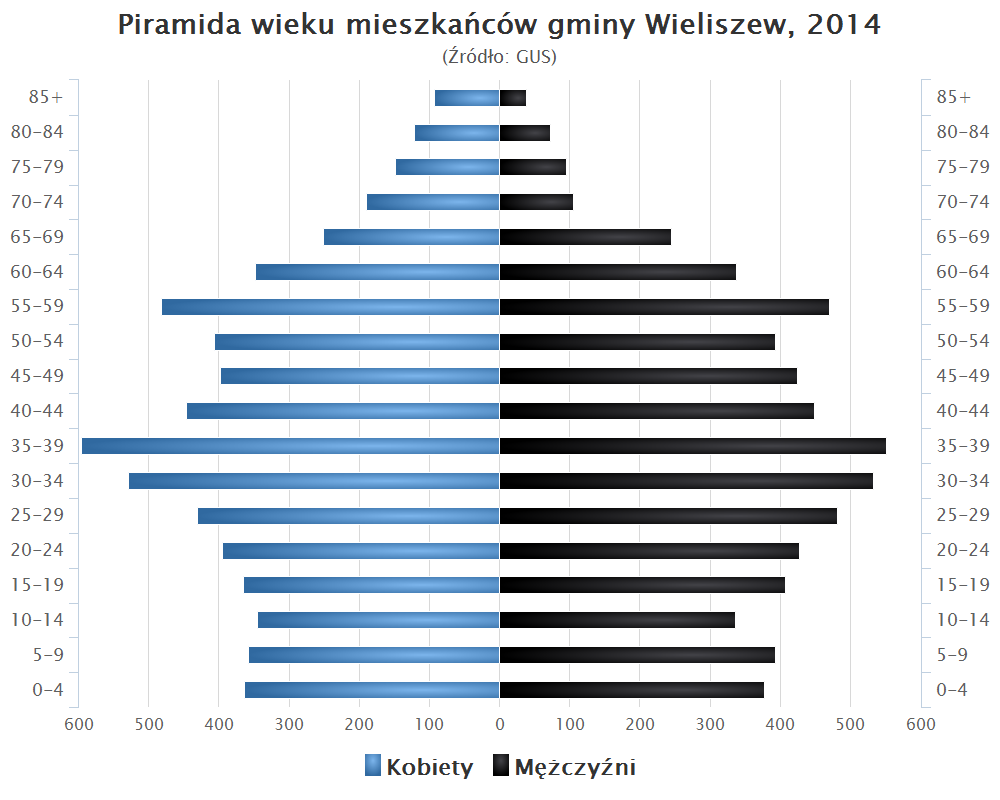
Piramida wieku mieszkańców gminy Wieliszew w 2014 roku

## Sąsiednie gminy
Jabłonna, Legionowo, Nieporęt, Nowy Dwór Mazowiecki, Pomiechówek, Serock

## Historia gminy

### Prehistoria
Najstarsze ślady osadnictwa na terenie Gminy Wieliszew pochodzące sprzed 8000 lat p.n.e. zostały odnalezione w licznych stanowiskach archeologicznych na terenie wsi Komornica (m.in. narzędzia krzemienne). Kultura ta nazwana "komornicką", jako jedna z najstarszych odkrytych na kontynencie europejskim obejmowała swym zasięgiem część Polski, Niemiec, Danii a także płd. Szwecję. Na terenie gminy znajduje się szereg stanowisk archeologicznych, w których znaleziono pozostałości z różnych epok po dawnych mieszkańcach. Należą do nich stanowiska archeologiczne we wsi Krubin – ze śladami osadnictwa ciągnącymi się od 3 tysiąclecia p.n.e., poprzez IV w. n.e. i okres wczesnośredniowieczny, we wsi Łajski – z okresu kultury halsztackiej, a także we wsiach Olszewnica Stara, Skrzeszew i Kałuszyn. W Wieliszewie, na wydmowym wzniesieniu, tzw. Górze Sztachera (zwanej również Sztacheta) położonym między Jeziorem Wieliszewskim a Jeziorem Zegrzyńskim odkryto mezolityczne obozowisko otwarte z pozostałościami osadnictwa myśliwych i rybaków sprzed 7 tys. lat (m.in. liczne narzędzia krzemienne a także słynne "groby kloszowe z Wieliszewa"). Przez długi czas stanowisko to było uważane za jedyny przejaw cyklu narwiańskiego w obrębie mezolitu młodszego.

### Średniowiecze
Pod względem administracji kościelnej obszar ten podlegał do diecezji płockiej od końca XI wieku, od roku 1798 do archidiecezji warszawskiej a od 1995 roku do diecezji warszawsko-praskiej. 
Wzmianki dotyczące tych terenów znajdujemy w dokumentach związanych z aktami fundacyjnymi kościołów. Konsekrowany w 1294 roku przez biskupa Tomasza kościół w Nowym Dworze Mazowieckim był filią nieistniejącego już kościoła parafialnego w Okuninie, którego akt założenia datuje się na XI wiek. Z kolei 20 lipca 1387 roku biskup płocki Ścibor z Radzymina w akcie fundacyjnym, w którym widnieją nazwy wsi: Wieliszew, Skrzyszew, Koluszyn, Łaziska, Turczyn i Nieporęt, nakazał wzniesienie w Wieliszewie kościoła w dobrach klasztoru Kanoników Regularnych z Czerwińska nad Wisłą. Tekst dokumentu zachował się w kopiariuszu czerwińskim pochodzącym z początku XVI w.
Jedna z miejscowych legend głosi, iż przed wieloma wiekami, w miejscu dzisiejszego kościoła parafialnego, dobiła do brzegu tratwa z transportem ściętego drzewa. Flisacy, wdzięczni za pokonanie niezwykle niebezpiecznego odcinka rzeki, pełnego wirów, które wielokrotnie rozrywały powiązane w tratwy pnie drzew, ofiarowali cały jego transport na budowę kościoła.
Kolejne drewniane świątynie trawiły pożary. Wzniesiony w 1728 roku staraniem księdza Mateusza Pożewskiego, konsekrowany w 1729 roku przez biskupa kamienieckiego Stanisława Hozjusza, drewniany kościółek spłonął (wraz z całym wyposażeniem i archiwum dokumentującym prawie 600-letnią historię parafii) w czasie działań wojennych w roku 1944. Na jego miejscu, w latach 1950–1962 wybudowano wg projektu architekta Wiesława Konowicza nowy, murowany, nawiązujący stylem do budowli romańskich i gotyckich. Jedynymi zabytkowymi elementami są dwa nieczynne już spiżowe dzwony. Wg jednego z podań, dzwony zdjęte z kościelnej wieży podczas I wojny światowej w celu przetopienia na „armaty” odnalazły się po wojnie w Austrii i powróciły do Wieliszewa.

### Majątek Góra
Wieś Góra została wspomniana w wieku XV jako część dóbr rodziny Nałęczów. Kolejnym właścicielem tego majątku i pałacu (pozostały dziś niestety jedynie ruiny) powstałego około roku 1780, dziele uznanego architekta Stanisława Zawadzkiego, malowniczo położonego na wysokim brzegu odnogi Narwi, był podskarbi wielki litewski, bratanek króla i kandydat na następcę tronu Stanisław Poniatowski. Pałac ten, pełniący funkcję letniej rezydencji, był świadkiem wielu historii i gościł w swych murach wielu znakomitych gości – przebywali tu Ignacy Krasicki, Stanisław Trembecki i Józef Wybicki. W ośmiobocznej, wysokiej na dwie kondygnacje sali balowej młody książę organizował spotkania stanowiące konkurencję dla obiadów czwartkowych swojego wuja – króla Stasia. Starannie zaprojektowana parterowa budowla z mieszkalnym piętrem szczególnie pięknie prezentowała się od strony Narwi. Widok ten utrwalił w 1801 roku na rycinie Zygmunt Vogel. Rezydencja otoczona była kilkuhektarowym parkiem, do pałacu prowadziła wysadzana lipami aleja i reprezentacyjny podjazd w kształcie podkowy. Po rozbiorach majątek przeszedł na własność szambelana królewskiego, prezesa Senatu Księstwa Warszawskiego i Towarzystwa Gospodarczo-Rolnego Ludwika Szymona Gutakowskiego, który stworzył w Górze wzorcowe gospodarstwo rolne. Według niektórych znawców historii Mazowsza gościem Gutakowskich był Wielki Książę Konstanty wraz z żoną. W 1838 Gutakowscy dokonali zamiany terenów wsi Olszewnica, Krubin, Janówek i Góra na tereny w piotrkowskim. Pałac przeszedł na własność rządu rosyjskiego, z przeznaczeniem na siedzibę prawosławnych archirejów, w których posiadaniu znajdywał się do I Wojny Światowej. Około 1888 roku pałac przebudowano, zmieniając układ wnętrz i obniżając dach. Wiek XX nie był szczęśliwy dla pałacu w Górze. Sąsiedztwo twierdzy Modlin i fortów w Janówku naraziło go na zbombardowanie w 1915 roku. W okresie międzywojennym w odbudowanym i odrestaurowanym budynku pałacu działała Szkoła Rolnicza Żeńska. Niestety podczas II Wojny Światowej pałac spłonął i nie został odbudowany. Pokaźnych rozmiarów budowla nie oparła się upływowi czasu i systematycznej dewastacji w czasach powojennych.                                                      

### Majątek Wieliszew
O dawnej świetności tych terenów świadczą także starania biskupa Andrzeja Stanisława Kostki Załuskiego, który w 1745 r. starał się – nieskutecznie – o uzyskanie przywileju lokalizacyjnego miasta dla wsi Wieliszew. Kolejnymi właścicielami Wieliszewa byli Tomasz Kamiński herbu Ślepowron i jego żona Maria Gautier, którzy pozostawili po sobie zabudowania folwarczne oraz zabytkową, klasycystyczną kaplicę cmentarną z 1834 r. z widniejącą na frontonie piękną, wymowną dedykacją "Żona Mężowi". 
Zgodnie z zapisem w księdze wieczystej z połowy XIX w. mieszkańcy wsi Wieliszew, Łajski, Komornica, Poddębie, Skrzeszew i Kałuszyn, które stanowiły własność Augusta hr. Potockiego, w roku 1864 zgodnie z ukazem cara zostali uposażeni częścią ziem. 

### Udział mieszkańców w odzyskaniu niepodległości
W odzyskaniu niepodległości w 1918 roku swój udział mieli również mieszkańcy miejscowości położonych między Wisłą i Narwią. 11 listopada oddziały Polskiej Organizacji Wojskowej z Chotomowa, Jabłonny, Krubina, Kałuszyna, Nieporętu, Olszewnicy i Skrzeszewa w sile ok. 100 żołnierzy pod dowództwem Polikarpa Wróblewskiego ruszyły na garnizon niemiecki w Nowej Jabłonnie (dzisiejsze Legionowo), zdobywając stację kolejową oraz magazyny broni. 14 listopada żołnierze POW przyjęli kapitulację garnizonu niemieckiego liczącego 2000 żołnierzy. 
Kolejne lata to trudna odbudowa państwowości polskiej, reformy ekonomiczne i walutowe. W dzieło to włączyły się Straże Ogniowe (Krubin, Kałuszyn, Skrzeszew), których rozwój po 1918 roku był spontanicznym wkładem społeczeństwa w odtwarzanie struktur państwowych. 
Kolejne trudne etapy historii to wojna z Rosją Sowiecką w 1921 roku, która nieomalże otarła się o teren gminy. Ze wspomnień mieszkańców Nieporętu, wynika, że znaczny oddział kozacki dotarł aż do mostku na Kanale Królewskim (obecnie wiadukt drogowy i most kolejowy). Do odwrotu w popłochu w kierunku Strugi zmusiła ich niewielka grupa polskich piechurów, atakujących skutecznie od strony wsi Pilawy. Miejsce całkowitego ich rozbicia, w pobliżu wsi Wólka Radzymińska upamiętniono pomnikiem.

### Wojna obronna 1939 i okupacja
Wojenna zawierucha w 1939 roku nie ominęła terenów gminy Wieliszew. Obrona północnych rubieży Warszawy we wrześniu przebiegała na linii rzeki Narwi. Przeprawy w Dębem broniła 5 dywizja piechoty pod dowództwem gen. bryg. Juliusza Zulaufa. Pomimo uporczywej obrony 13 września Niemcom udało się sforsować Narew na linii Dębe–Izbica. Ciała poległych w tamtej bitwie 300 żołnierzy polskich spoczywają obok pomnika na cmentarzu w Wieliszewie. 
Lata okupacji przedzieliły obecny teren gminy granicą pomiędzy Rzeszą Niemiecką i Generalną Gubernią. Intensywnie działały tutaj oddziały AK ze zgrupowania "Obroża". Podczas ofensywy w 1944 roku uporczywe walki prowadzone na tym terenie przez wojska Armii Czerwonej spowodowały ogromne zniszczenia. Powracający mieszkańcy zastali jedynie kilka ocalałych domów, rozpoczął się okres ponownego zagospodarowywania tego terenu. 

### Historia najnowsza
Gmina w obecnym kształcie powstała w 1973 r. w wyniku nowego podziału administracyjnego kraju na 49 województw. Odrodzenie samorządu terytorialnego to wynik zmian, jakie zaszły po 1989 roku, zagwarantowane Ustawą Samorządową z 8 marca 1990 roku. Jednym z symboli scalania lokalnej wspólnoty jest nowy herb, nawiązujący do ponad 700-letniej historii tych terenów. 

## Sołectwa
Góra, Janówek Pierwszy, Kałuszyn, Komornica, Krubin, Łajski, Michałów-Reginów, Olszewnica Nowa, Olszewnica Stara, Poddębie, Sikory, Skrzeszew, Topolina, Wieliszew 

## Miasta partnerskie
- Graffignano
- Salaspils
- Siret
- Dionysos
- Amt Trittau